# Enciclopedia di autori classici
L'Enciclopedia di autori classici, una delle principali collane dell'editore Boringhieri, fu fondata nel 1958 a Torino con l'uscita di Schopenhauer come educatore di Friedrich Nietzsche.
La collana, edita da Paolo Boringhieri, fu curata da Giorgio Colli con l'aiuto di Mazzino Montinari, Gianfranco Cantelli, Piero Bertolucci e Nino Cappelletti per la parte grafica. Questo stesso gruppo di studiosi, alla chiusura della collana nel 1967, si trasferirà nella redazione della neonata casa editrice milanese Adelphi.
La collana fu la prima tappa di un'iniziativa culturale – detta «azione Nietzsche» – promossa da Colli, che prevedeva la pubblicazione di testi considerati per l'epoca controcorrenti e «inattuali».
Le brevi prefazioni non firmate di Giorgio Colli premesse a vari volumi della collana sono state raccolte in Per una enciclopedia di autori classici (Adelphi, 1983).

## Collana[3]
1. Friedrich Wilhelm Nietzsche, Schopenhauer come educatore, 1958.
2. Gottfried Wilhem Leibniz e Isaac Newton, La disputa Leibniz-Newton sull'analisi [scelta da documenti degli anni 1672-1716], 1958.
3. Voltaire, Lettere inglesi, 1958.
4. Hölderlin, Scritti sulla poesia e frammenti, 1958.
5. Pierre Bayle, Dizionario storico e critico : Spinoza, 1958.
6. Johann Wolfgang Goethe, Teoria della natura, 1958.
7. Blaise Pascal, Trattati sull'equilibrio dei liquidi e sul peso della massa dell'aria, 1958.
8. Niccolò Machiavelli, Legazione al duca Valentino, 1958.
9. Ferdinando Galiani, Dialoghi sul commercio dei grani, 1958.
10. Gabriel Naudé, Considerazioni politiche sui colpi di Stato, 1958.
11. Jacob Burckhardt, Sullo studio della storia, 1958.
12. Francesco Redi, Consulti medici, 1958.
13. Vauvenargues, Corrispondenza, 1958.
14. Frammenti orfici, 1959.
15. David Hume, Discorsi politici, 1959.
16. Arthur Schopenhauer, La Vista e i Colori e carteggio con Goethe, 1959.
17. Pierre de Fermat, Osservazioni su Diofanto, 1959.
18. Giacomo Leopardi, Operette morali, 1959.
19. Adam Smith, La ricchezza delle nazioni abbozzo, 1959.
20. Stendhal, Vita di Napoleone, 1959.
21. Spinoza, Etica dimostrata secondo l'ordine geometrico, 1959.
22. Denis Diderot, Interpretazione della natura e Principi filosofici sulla materia e il movimento, 1959.
23. Isaac Newton, Sistema del mondo, 1959.
24. Friedrich Wilhelm Nietzsche, Lettere a Erwin Rohde, 1959.
25. Eschilo, I sette contro Tebe, 1959.
26. Arthur Schopenhauer, La quadruplice radice del principio di ragione sufficiente, 1959.
27. Hippolyte Taine, Saggio su Tito Livio, 1959.
28. René Descartes, Il mondo, ovvero Il trattato della luce, 1959.
29. Friedrich Wilhelm Nietzsche, Carteggio Nietzsche Wagner, 1959.
30. Gorgia, Frammenti, 1959.
31. Jacob Burckhardt, Lezioni sulla storia d'Europa, 1959.
32. Johann Wolfgang Goethe, Divano occidentale-orientale, 1959.
33. Montesquieu, Considerazioni sulle cause della grandezza e decadenza dei Romani, 1960.
34. Charles Darwin, L'origine delle specie abbozzo del 1842, comunicazione del 1858, 1960.
35. Voltaire, A B C e Dialoghi di Evemero, 1960.
36. Platone, Simposio, 1960.
37. Platone, Lettere, 1960.
38. Abhinavagupta, Essenza dei Tantra, 1960.
39. Buffon, Epoche della natura, 1960.
40. Albert Einstein, Relatività esposizione divulgativa, 1960.
41. Y. ha-Lēwī, Il re dei Khàzari, 1960.
42. Upanisad antiche e medie, 1: Chandogya, Svetasvatara, Isa, Mandukya, 1960.
43. René Descartes, L'uomo, 1960.
44. O. Khayyām, Robā'īyyāt, 1960.
45. Isvarakṛṣṇa, Sāṃkhyakārikā, 1960.
46. Cesare, La guerra di Gallia, 1961.
47. Friedrich Wilhelm Nietzsche e Jacob Burckhardt, Carteggio Nietzsche Burckhardt, 1961.
48. Upaniṣad antiche e medie, 2: Bṛhad-āraṇyka, Kaṭha, 1961.
49. Pierre Jean Georges Cabanis, La certezza nella medicina, 1961.
50. Sèbastien Rich Nicolas Chamfort, Prodotti della civiltà perfezionata ; Massime ; Pensieri ; Caratteri ; Aneddoti, 1961.
51. Tommaso Moro, Lettere della prigionia, 1961.
52. Arthur Schopenhauer, I due problemi fondamentali dell'etica 1, sulla libertà del volere ; 2, sul fondamento della morale, 1961.
53. Canone buddhistico: Sutta Nipāta, 1961.
54. Stendhal, Filosofia nova, 1961.
55. Paracelso, Paragrano ovvero le quattro colonne dell'arte medica, 1961.
56. Upaniṣad antiche e medie, 3: Kauṣītaki, Aitareya, Taittirīya, Maitry, Kena, Praśna, Muṇḍaka, 1961.
57. Johann Christian Friedrich Hölderlin, Empedocle, 1961.
58. Fëdor Dostoevskij, Ultime lettere 1878-1881, 1961.
59. Bernard Mandeville, La favola delle api ovvero vizi privati benefizi pubblici, 1961.
60. Louis-XIV, Memorie di Luigi XIV, 1961.
61. Nāgārjuna, Madhyamaka kārikā = Le stanze del cammino di mezzo ; Vigraha Vyavartani = La sterminatrice dei dissensi ; Catuhstava = Le quattro laudi, 1961.
62. Hippolyte Taine, L'ancien regime, 1961.
63. Daniel Defoe, Memorie di un cavaliere, 1961.
64. Ippocrate, Opere, 1961.
65. Johann Joachim Winckelmann, Storia dell'arte nell'antichità, 1961.
66. Petrovic Avvakum, Vita dell'Arciprete Avvakum scritta da lui stesso, 1962.
67. Canone buddhistico: Così è stato detto (Iti vuttaka), 1962.
68. G. de Villehardouin, La conquista di Costantinopoli, 1962.
69. Robert Boyle, Il chimico scettico, 1962.
70. Patañjali, Gli aforismi sullo yoga (Yogasūtra), 1962.
71. Testi dello Śivaismo : Pāśupata sūtra ; Śiva sūtra di Vasugupta ; Spanda kārikā di Vasugupta con il commento di Kallata, 1962.
72. Jacob Burckhardt, Letture di storia e di arte, 1962.
73. Ralph Waldo Emerson, Saggi, 1962.
74. Spinoza, Emendazione dell'intelletto, 1962.
75. Canone Buddhistico. L'orma della disciplina (Dhammapada), 1962.
76. Voltaire, Storia dell'impero di Russia sotto Pietro il Grande, 1962.
77. Arthur Schopenhauer, Parerga e Paralipomena, 1963.
78. Aristotele, Generazione e corruzione, 1963.
79. Tucidide, La guerra del Peloponneso, 1963.
80. Sigmund Freud, Psicoanalisi esposizioni divulgative, 1963.
81. Lyev Nikolayevich Tolstoj, Scritti sull'arte, 1964.
82. Platone, Alcibiade, Alcibiade secondo, Ipparco, Rivali, 1964.
83. Farīd ad-Dīn al-'Aṭṭār, Parole di Sūfī, 1964.
84. Cabbala ebraica. I sette santuari (Hekhalot), 1964.
85. Henri Bergson, Saggio sui dati immediati della coscienza, 1964.
86. Parole segrete di Gesù, 1964.
87. Sa‘dī, Il Roseto, 1965.
88. Abhinavagupta, La Trentina della Suprema, 1965.
89. Discorsi di Ermete Trismegisto Corpo ermetico e Asclepio, 1965.
90. René Descartes, I principi della filosofia, 1967.